# Schaft (plaats)

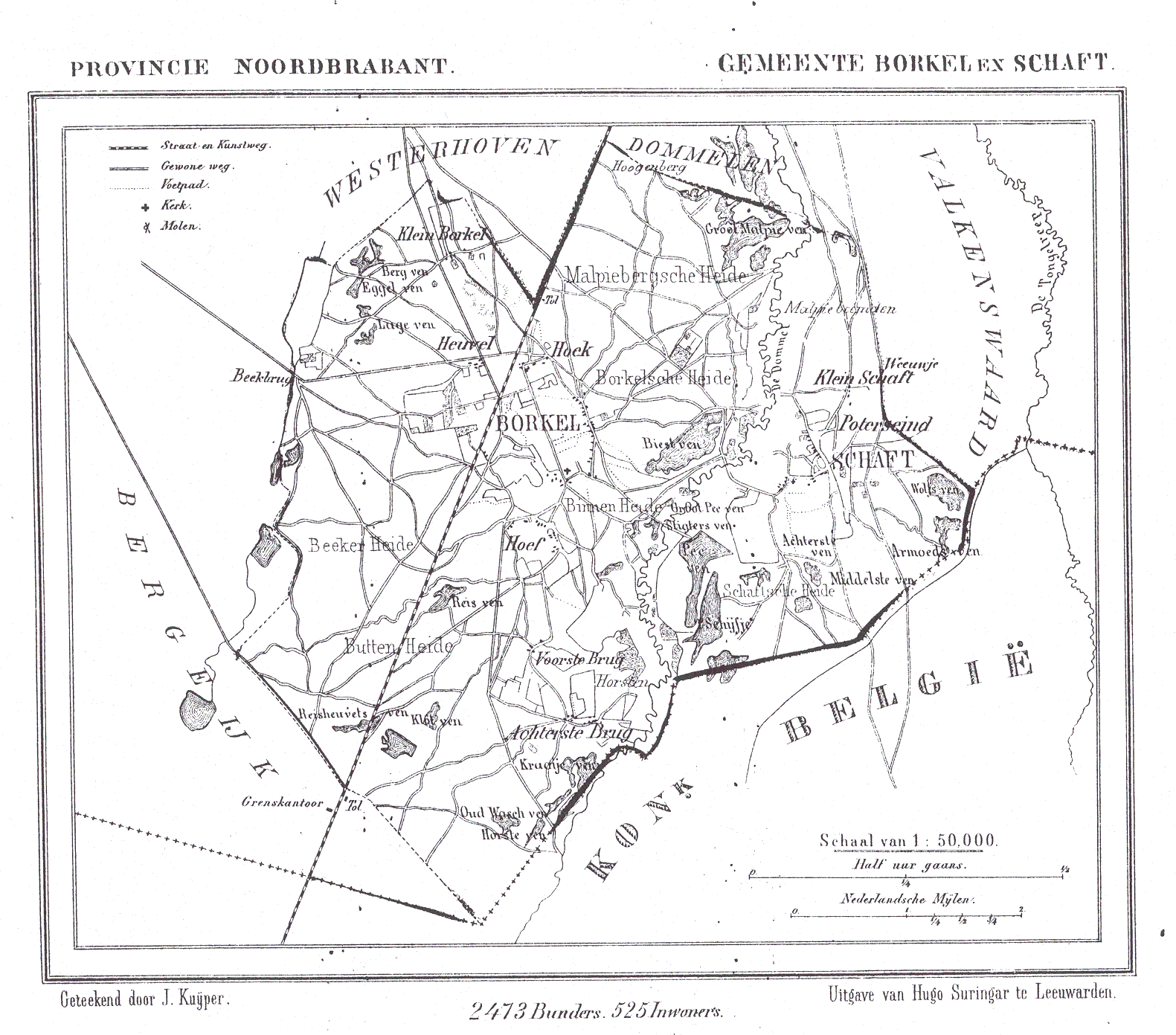
Borkel en Schaft in 1867

Schaft is een dorp in de gemeente Valkenswaard in de Nederlandse provincie Noord-Brabant. Met het dorp Borkel vormde het lange tijd de gemeente Borkel en Schaft. In 2007 had het dorp Schaft 166 inwoners. Schaft heeft geen eigen postcode en plaatsnaam in het postcodeboek, voor de postadressen ligt Schaft daarom 'in' Valkenswaard.

## Etymologie
De naam Schaft is afkomstig van het oud-Germaanse woord Scaft, dat schacht, steng of staak betekent. Het toponiem staak is op meerdere plekken in deze regio terug te vinden waaronder in het toponiem stakenburg. Het woord staak verwijst naar de aanwezigheid van een grenspaal waar Schaft de grens was tussen het Hertogdom Brabant en het Graafschap Loon. Dat het woord Schaft van watriscafo is afgeleid is hoogst onwaarschijnlijk omdat de aanwezigheid van een watermolen op Schaft nooit is aangetoond. Tevens is een Romaanse afleiding erg onwaarschijnlijk omdat Schaft pas na de 13e eeuw is ontstaan hierdoor betreft het dus een Germaanse afleiding.

## Het dorp
Het gehucht Schaft is vermoedelijk pas eind 14e eeuw ontstaan. Naast de dorpskern van Schaft bestond dit gehucht uit Klein Schaft en het Potterseind. Er bestaan nog enkele vraagtekens omtrent de precieze relatie tussen Schaft en Valkenswaard. De beschikbare archieven laten zien dat Schaft in de 18e eeuw geleid werd door een borgmeester die onder toezicht stond van Valkenswaard. Ook kerkelijk gezien was Schaft, ten oosten van de Dommel, georiënteerd op Waalre. Echter eerder genoemde archieven van voor deze periode geven aan dat geografisch gezien Schaft binnen de grens van de heerlijkheid Bergeijk viel. Dit zou kunnen beteken dat Schaft in de loop der tijd een andere status heeft verkregen.
In Schaft leefden niet alleen boeren, maar ook Teuten. De jaarlijkse kermis heette de Teutenkermis: hier werd de terugkeer van deze reizende handelslieden gevierd.
Op 14 juli 1541 verklaard priester Heer Gielis van der Stoct dat hij, op basis van een 'indult imperiael' de kapelanie van Onze Lieve Vrouwen van Schaeft onder de parochie of het personaat van Waelre ende Weerdt bezit. Later was de kapel te Schaft een dochterkerk (succursaal) van de Waalrese parochiekerk. Ze is omstreeks 1510 gebouwd en was gewijd aan Sint-Petrus' banden. De kapel is in 1791 eveneens getekend door Hendrik Verhees. De kapel werd in 1648 gesloten en in 1816 gesloopt. De materialen werden gebruikt om de schuurkerk te repareren.
Uiteindelijk werd in 1845 een nieuwe kerk te Borkel gebouwd, die door de bewoners van beide deelgemeenten werd gebruikt.

## Rijksmonumenten
- Achterste Brug 14, langgevelboerderij, op het zuiden gebouwd, zeer fraai gelegen in het gehucht Achterste Brug. Meest authentiek is de linker zijgevel, opmerkelijk is de achthoekige schoorsteen. Op het erf bevinden zich een open en een gesloten schob.
- Schafterdijk 40, Schaft, De Drij Koningen is een Kempische langgevelboerderij, gebouwd in 1745, welk jaartal ook in de voorgevel in verglaasde steen is opgenomen. Het pand is in 1966 op de Rijksmonumentenlijst geplaatst en is nu in gebruik als woning. De woning heeft een rieten wolfsdak, met korfbogige getoogde ingang en kruiskozijnen en heeft een markante ligging aan de driehoekige plaatse. Bij de restauratie in 1976 is het pand grotendeels herbouwd met behoud van delen van het muurwerk. Op het erf staat ook een gerestaureerde karschob met rieten schilddak en er staan enkele oudere lindebomen.

## Tweelingkapel
In 1950 en 1951 werd een tweetal vrijwel identieke Mariakapelletjes gebouwd, één in Borkel en een in Schaft. Het zijn dankkapelletjes die gebouwd zijn krachtens een tijdens de Tweede Wereldoorlog gedane gelofte. De kapelletjes zijn van baksteen, en ze bevatten een Mariabeeld met kind. Ze worden beide door de buurtbewoners onderhouden.

## Natuur en landschap
Schaft ligt in het Dommeldal, dat naar het noorden toe langs en door De Malpie stroomt, waar we bos, heide en vennen aantreffen en, direct ten noorden van het dorp, ook beemden en moerasbossen. Stroomopwaarts van het dorp vindt men eveneens beemden, waarna de Dommel, voorbij de buurtschap Achterste Brug, langs het natuurgebied Plateaux-Hageven stroomt, dat deels in de gemeente Neerpelt en deels in de gemeente Bergeijk ligt.
Naar het westen toe zijn er zandige akkers en naaldbossen, en daar weer ten westen van vindt men een grootschalige heide-ontginning. Naar het oosten toe vindt men, in de gemeente Heeze-Leende, de trappistenabdij Achelse Kluis. Het dal van de Tongelreep, eens door de monniken in cultuur gebracht, heeft weer een natuurlijke bestemming gekregen.

## Nabijgelegen kernen
Achelse Kluis, Bergeijk, Lommel-Kolonie
, Rodenrijt, Valkenswaard, Westerhoven, Borkel